# Xã Randolph, Quận St. Francois, Missouri
Xã Randolph (tiếng Anh: Randolph Township) là một xã thuộc quận St. Francois, tiểu bang Missouri, Hoa Kỳ. Năm 2010, dân số của xã này là 10.161 người.